# Mbella Sonne Dipoko
Mbella Sonne Dipoko, född 1936 i Douala, Kamerun, död 5 december 2009 i Tiko, Kamerun, var en kamerunsk författare från den engelskspråkiga delen av landet, en av de mest berömda engelskspråkiga författarna från landet.

## Biografi
1960 flyttade Dipoko till Frankrike, där han gjorde sig ett namn som en av de ledande afrikanska författarna med en rad kritikerhyllade dikter i diverse litteraturtidskrifter och antologier. Han slog igenom med romanen A Few Days and Nights (1966), som sågs som märkligt oafrikansk, och av den framstående amerikanske författaren Paul Theroux har beskrivits som "en fransk roman om Frankrike av en man som skriver som en europeisk kvinna." Han gav därefter ut romanen Because of Women (1969) och diktsamlingen Black and White in Love (1970). Titeln på den sistnämnda boken anger ett centralt tema i hans författarskap. Efter denna diktsamling gav Dipoko inte ut något större verk, men han fortsatte att skriva poesi, noveller, dramatik och litteraturkritik på både franska och engelska.
1985 återvände Dipoko till Kamerun, där han drog sig tillbaka till landsbygden i Tiko. Han blev andligt intresserad, började ägna sig åt jordbruk och fiske, och levde ett asketiskt liv, som en motpol till det bohemiska och utsvävande livet han levt i Europa. 1990 gav han sig in i politiken, och var mellan februari 1995 och februari 1996 borgmästare i Tiko. På 2000-talet blev han alltmer desillusionerad med politiken, något som syns i hans poesi från den här tiden.
2005 sjöng den zimbabwisk-brittiska sångerskan Netsayi in hitsingeln Tatters, vars refräng bygger på en dikt av Dipoko.